# 沙治·哥迪奧拿
沙治·哥迪奧拿·纳瓦罗（西班牙語：Sergi Guardiola Navarro；1991年5月29日—）是西班牙的職業足球運動員，司職中場，現效力於西甲球隊華歷簡奴。

## 职业生涯
2012年8月1日加盟翁蒂年特。2013年1月12日加盟基達菲B隊 
2015年12月28日，哥迪奧拿与巴塞隆納的B隊簽約1年半。但是，他在幾小時後被發現曾在2013年在社交媒体Twitter上發表對加泰隆尼亞反感的言論而被解約。（皇馬萬歲，X你X的加泰隆尼亞，hala madrid puta catalunya）他還說「我不會把梅西放在自己的球隊中，他在場上散步，影響了整支球隊的比賽」。
他聲稱，他的朋友只是作笑話，並沒有注意到他們已發表。
2016年7月，瓜迪奥拉被格拉纳达的新主教练赫梅斯提拔至俱乐部的一线队。他在季前赛中有过一些出场，不过并没有在格拉纳达新赛季对阵比利亚雷亚尔的第一场西甲比赛中获得出场机会。但是由于球队签下了多名新援，他在2016年9月13日被租借至了澳超球队阿德莱德联。
2017年1月27日，瓜迪奥拉从格拉纳达租借加盟西乙B球队皇家穆尔西亚。

## 外部連結
- 沙治·哥迪奧拿在BDFutbol中的档案
- Soccerway資料庫：沙治·哥迪奧拿